# Monety kolekcjonerskie III RP w 1999
W 1999 roku Narodowy Bank Polski wyemitował 16 monet kolekcjonerskich: 11 srebrnych i 5 złotych.

## Spis monet
| Moneta                                                                                     | Nominał     | Stop   | Średnica (mm) | Masa (g) | Nakład | Data emisji    | Projektant                             | Wizerunek    |
| ------------------------------------------------------------------------------------------ | ----------- | ------ | ------------- | -------- | ------ | -------------- | -------------------------------------- | ------------ |
| 100. rocznica śmierci Ernesta Malinowskiego (1818–1899) Seria: Polscy podróżnicy i badacze | 10 złotych  | Ag 925 | 32            | 14,14    | 18 000 | 23 lutego      | Ewa Tyc-Karpińska                      | Awers Rewers |
| 150. rocznica śmierci Juliusza Słowackiego (1809–1849)                                     | 10 złotych  | Ag 925 | 32            | 14,14    | 19 000 | 24 marca       | Ewa Tyc-Karpińska                      | Awers Rewers |
| 150. rocznica śmierci Juliusza Słowackiego (1809–1849)                                     | 100 złotych | Au 900 | 27            | 15,5     | 1900   | 24 marca       | Ewa Tyc-Karpińska                      | Awers Rewers |
| Wilk (łac. Canis lupus) Seria: Zwierzęta Świata                                            | 20 złotych  | Ag 925 | 38,61         | 28,28    | 21 000 | 14 kwietnia    | Ewa Tyc-Karpińska Roussanka Nowakowska | Awers Rewers |
| Zygmunt II August (1548–1572 Seria: Poczet królów i książąt polskich                       | 100 złotych | Au 900 | 21            | 8        | 2000   | 14 kwietnia    | Ewa Tyc-Karpińska                      | Awers Rewers |
| Jan Paweł II – Papież pielgrzym                                                            | 10 złotych  | Ag 925 | 32            | 14,14    | 70 000 | 26 maja        | Ewa Tyc-Karpińska                      | Awers Rewers |
| Jan Paweł II – Papież pielgrzym                                                            | 100 złotych | Au 900 | 21            | 8        | 7000   | 26 maja        | Robert Kotowicz                        | Awers Rewers |
| Wejście Polski do NATO                                                                     | 10 złotych  | Ag 925 | 32            | 14,14    | 25 000 | 23 czerwca     | Ewa Tyc-Karpińska                      | Awers Rewers |
| 150. rocznica śmierci Fryderyka Chopina                                                    | 10 złotych  | Ag 925 | 32            | 14,14    | 27 000 | 15 września    | Roussanka Nowakowska                   | Awers Rewers |
| 150. rocznica śmierci Fryderyka Chopina                                                    | 200 złotych | Au 900 | 27            | 15,5     | 2200   | 15 września    | Roussanka Nowakowska                   | Awers Rewers |
| 600-lecie odnowienia Akademii Krakowskiej                                                  | 10 złotych  | Ag 925 | 32            | 14,14    | 22 000 | 15 września    | Ewa Tyc-Karpińska Andrzej Nowakowski   | Awers Rewers |
| 500. rocznica urodzin Jana Łaskiego                                                        | 10 złotych  | Ag 925 | 32            | 14,14    | 20 000 | 5 października | Ewa Tyc-Karpińska                      | Awers Rewers |
| Władysław IV Waza (1632–1648) Seria: Poczet królów i książąt polskich                      | 10 złotych  | Ag 925 | 32            | 14,14    | 13 000 | 3 listopada    | Ewa Tyc-Karpińska                      | Awers Rewers |
| Władysław IV Waza (1632–1648) Seria: Poczet królów i książąt polskich                      | 10 złotych  | Ag 925 | 32            | 14,14    | 13 000 | 3 listopada    | Ewa Tyc-Karpińska                      | Awers Rewers |
| Władysław IV Waza (1632–1648) Seria: Poczet królów i książąt polskich                      | 100 złotych | Au 900 | 21            | 7        | 2300   | 3 listopada    | Ewa Tyc-Karpińska                      | Awers Rewers |
| Pałac Potockich w Radzyniu Podlaskim Seria: Zamki i pałace w Polsce                        | 20 złotych  | Ag 925 | 38,61         | 28,28    | 15 000 | 1 grudnia      | Ewa Tyc-Karpińska Robert Kotowski      | Awers Rewers |